# Ameliorate
Ameliorate é o primeiro EP a banda An Endless Sporadic contém quatro canções instrumentais compostas pela banda.
| Críticas profissionais                                                      | Críticas profissionais |
| Avaliações da crítica                                                       | Avaliações da crítica  |
| Fonte                                                                       | Avaliação              |
| --------------------------------------------------------------------------- | ---------------------- |
| Sputnik music                                                               | [ 1 ]                  |
| Esta tabela precisa de ser acompanhada por texto em prosa. Consulte o guia. |                        |

## Lista de faixas
| N.º            | Título                 | Duração |  |
| 1.             | "Anything"             | 4:48    |  |
| 2.             | "Impulse"              | 4:25    |  |
| 3.             | "Sun of Pearl"         | 5:06    |  |
| 4.             | "Adventures of Jabubu" | 3:48    |  |
| Duração total: | Duração total:         | 18:14   |  |

## Curiosidades
As canções "Impulse" e "Anything" estão incluídas nos jogos Guitar Hero III e Guitar Hero World Tour e a canção "Sun of Pearl" está presente na trilha sonora do jogo Tony Hawk's American Wasteland.

## Créditos
- Zach Kamins - guitarra, baixo e teclado
- Andy Gentile - bateria